# Bow (Nou Hampshire)
Bow és una població dels Estats Units a l'estat de Nou Hampshire. Segons el cens del 2000 tenia 7.138 habitants.

## Demografia
Segons el cens del 2000, Bow tenia 7.138 habitants, 2.304 habitatges, i 2.045 famílies. La densitat de població era de 98,2 habitants per km².
Dels 2.304 habitatges en un 49,1% hi vivien nens de menys de 18 anys, en un 81% hi vivien parelles casades, en un 5,9% dones solteres, i en un 11,2% no eren unitats familiars. En el 8,6% dels habitatges hi vivien persones soles el 3,6% de les quals corresponia a persones de 65 anys o més que vivien soles. El nombre mitjà de persones vivint en cada habitatge era de 3,1 i el nombre mitjà de persones que vivien en cada família era de 3,28.
Per edats la població es repartia de la següent manera: un 32,6% tenia menys de 18 anys, un 4,4% entre 18 i 24, un 27,3% entre 25 i 44, un 27,2% de 45 a 60 i un 8,4% 65 anys o més.
L'edat mediana era de 39 anys. Per cada 100 dones de 18 o més anys hi havia 93,7 homes.
La renda mediana per habitatge era de 79.329$ i la renda mediana per família de 83.567$. Els homes tenien una renda mediana de 60.375$ mentre que les dones 30.929$. La renda per capita de la població era de 29.557$. Entorn del 2% de les famílies i l'1,8% de la població estaven per davall del llindar de pobresa.